# Muscolo sfintere della pupilla
Il muscolo sfintere della pupilla è una banda piatta, anulare e concentrica di muscolatura liscia.

## Struttura
Le cellule, fusiformi, sono strettamente addossate e disposte concentricamente al margine della pupilla, spesso riunite in fasci. I fascetti muscolari sono ben innervati, tra di essi si ramificano nel connettivo esili ramuscoli nervosi.
Il connettivo dello stroma è molto denso, in particolare nella zona posteriore, dove il muscolo sfintere della pupilla unisce lo sfintere all'estremità pupillare del muscolo dilatatore.